# Partido Revolucionario de Liberación del Pueblo
El Partido-Frente Revolucionario de Liberación del Pueblo (en turco Devrimci Halk Kurtuluş Partisi-Cephesi o DHKP-C) es una organización político-militar marxista-leninista de Turquía. Es considerada una organización terrorista según los Estados Unidos y la Unión Europea.

## Historia
Se creó en 1978 por Dursun Karataş como la Dev Sol (‘izquierda revolucionaria’).
En 1994 la Dev Sol se dividió en dos facciones: el grupo principal, dirigido por Dursun Karataş (se renombró DHKP-C), mientras que Bedri Yagan creó un nuevo THKP-C (no confundir con el original).
El grupo tiene una ideología marxista-leninista, antiimperialista y anti-OTAN. Consideraba que el Gobierno turco estaba bajo el imperialismo occidental y era preciso destruir el control utilizando como vía la lucha armada.
El grupo se financia gracias a fondos recaudados en Turquía y Europa.

## Actividad
El DHKP-C no libra una guerra de guerrillas contra las fuerzas armadas turcas, ya que éstas están compuestas principalmente por reclutas. Sus ataques se perpetran contra objetivos individuales que el DHKP-C identifica como responsables políticos o militares directamente implicados en la represión de los grupos armados de extrema izquierda . A lo largo de su historia, fue responsable de los asesinatos del ministro Gün Sazak (1980), el general Temel Cingöz (1991) y el ex comandante en jefe de las fuerzas navales turcas Kemal Kayacan (1992).
Desde el 26 de octubre de 2000 hasta el 19 de noviembre de ese año, los presos del DHKP-C, el TKP/ML y el TKİP iniciaron una huelga de hambre para protestar por la nueva orden carcelaria (donde los presos estarían aislados). Un total de 816 presos de las 18 prisiones se unieron a la huelga de hambre.
El 6 de enero de 2015 una de sus militantes activó un cinturón explosivo en Estambul, cuya explosión la mató a ella y a un policía.